# Lohmannia egyptica
Lohmannia egyptica är en kvalsterart som först beskrevs av Elbadry och Abdul Halim Nasr 1977.  Lohmannia egyptica ingår i släktet Lohmannia och familjen Lohmanniidae. Inga underarter finns listade i Catalogue of Life.